# Byulleten' Moskovskogo Obshchestva Ispytatelei Prirody, Otdel Biologicheskii
Byulleten' Moskovskogo Obshchestva Ispytatelei Prirody, Otdel Biologicheskii (abreviado Byull. Moskovsk. Obshch. Isp. Prir., Otd. Biol.) es una revista con ilustraciones y descripciones botánicas que es editada en Moscú desde 1922/1923. Fue precedida por Bulletin de la Société Impériale des Naturalistes de Moscou.